# Малумат, Али
Али Малумат (перс. اللی معلومات‎; род. 22 ноября 1981 года, Ченаран) — иранский дзюдоист.
Малумат выступал за сборную Ирана на следующих турнирах:
- Открытый чемпионат Германии 2007, Брауншвейг, 7-е место
- Кураш на Азиатских играх в закрытых помещениях 2007 года, Золотая медаль
- Чемпионат Азии по дзюдо 2007, 5-е место
- Летние Олимпийские игры 2008, 5-е место
- Чемпионат Азии по дзюдо 2008,
- Чемпионат мира по дзюдо 2009, Роттердам
- Чемпионат мира по дзюдо 2010, 1-й раунд
- Азиатские игры 2010, Предварительный этап
- Чемпионат Азии по дзюдо 2011,
- Чемпионат мира по дзюдо 2011, 2-й раунд
- Турнир Большого шлема 2011, Бразилия
- Чемпионат мира 2011, Баку
- Чемпионат мира 2012, Прага